# Sophie Regnault
Pour les articles homonymes, voir Regnault et Meyer.

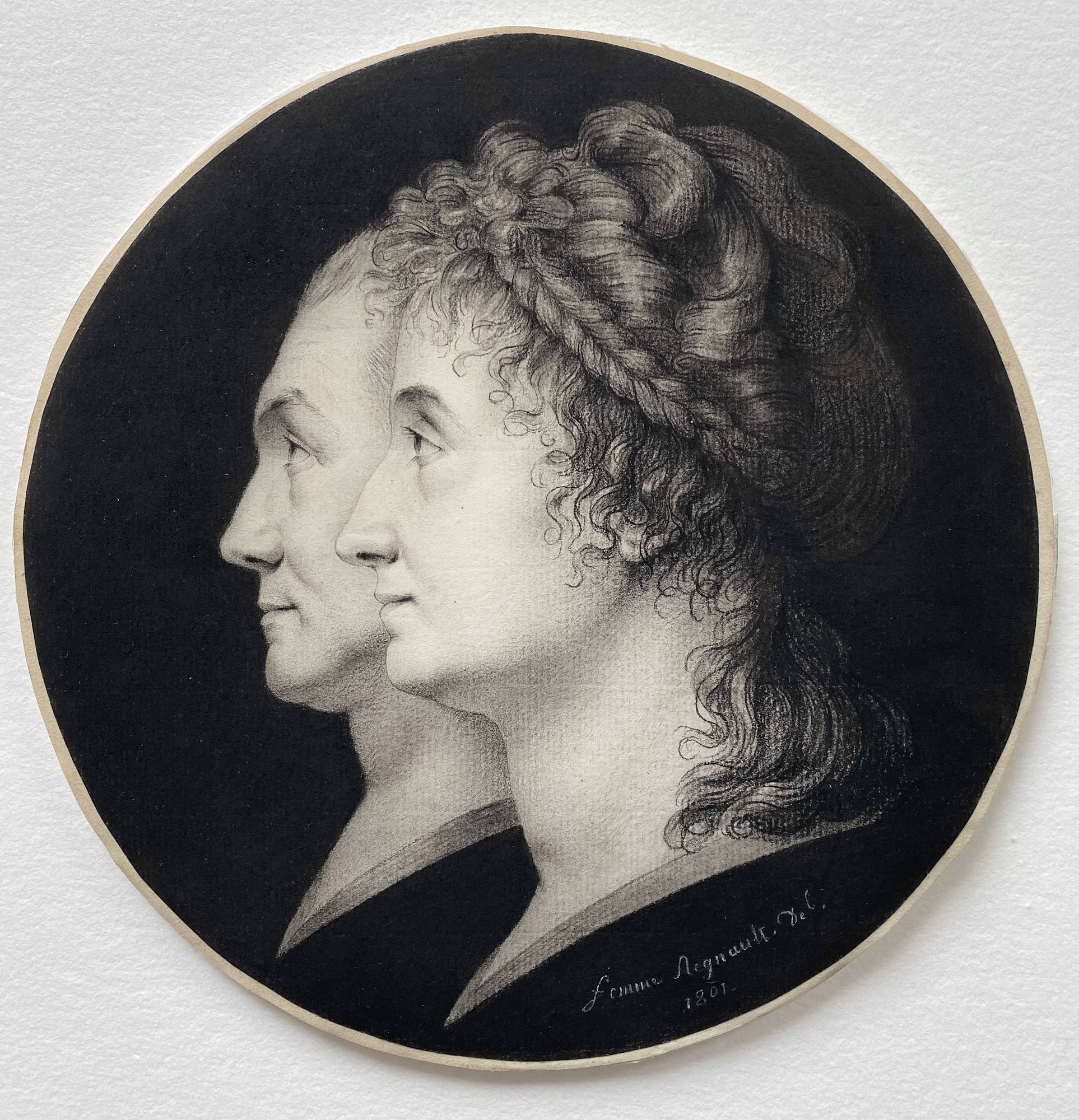
Sophie Regnault, Portrait de Jean-François et Marie-Victoire Heurtier, 1801.

Sophie Regnault, née Sophie Meyer à Paris le 15 octobre 1763, où elle est morte le 25 février 1825, est une peintre française.

## Biographie
Sophie Meyer, fille d'un horloger, épouse Jean-Baptiste Regnault en 1786,. Ils ont trois fils (Antoine-Louis, Jean-Francois et Charles-Louis).
Elle supervise en compagnie de son mari un atelier pour jeunes femmes peintres, issues de milieux privilégiés, dans la Grande Galerie du Louvre après 1787. La mode y joue un grand rôle. D’après les souvenirs de certaines élèves, elle les traitait comme si elles avaient été ses propres filles.

## Œuvre
On ne connaît que deux œuvres signées de Sophie Regnault : un portrait des époux Heurtier et un autoportrait, conservé au Musée d'Art de Ponce à Puerto Rico,.